# پنج زندگی
«پنج زندگی» آلبومی از هنرمند اهل بریتانیا جرج مایکل و گروه کوئین است که در سال ۱۹۹۳ میلادی منتشر شد.
این آلبوم که دارای ۶ ترانه می‌باشد مجموعاً ۲۸ دقیقه و ۴۶ ثانیه زمان داشته و توسط شرکت‌های هالیوود رکوردز و پارلفون منتشر شده‌است.